# Amphipterygium simplicifolium
Amphipterygium simplicifolium är en sumakväxtart som först beskrevs av Paul Carpenter Standley, och fick sitt nu gällande namn av Cuev.-fig.. Amphipterygium simplicifolium ingår i släktet Amphipterygium och familjen sumakväxter. Inga underarter finns listade i Catalogue of Life.